# Fréchet-eloszlás
A valószínűségszámításban és a statisztikában a Fréchet-eloszlás az általánosított extrémérték-eloszlás egy speciális esete.
Ezt az eloszlást Maurice Fréchet-ről nevezték el, aki 1827-ben publikálta, ehhez kapcsolódó további munkásságot Fisher és Tippett végzett 1928-ban és Gumbel 1958-ban.
A kumulatív eloszlásfüggvény:
{\displaystyle \Pr(X\leq x)=e^{-x^{-\alpha }}{\text{ if }}x>0.}
ahol α>0 az alakparaméter. Úgy is általánosítható, hogy tartalmazza a helyparamétert (m, minimum) és a skálaparamétert (s>0) a kumulatív eloszlás függvényben:
{\displaystyle \Pr(X\leq x)=e^{-\left({\frac {x-m}{s}}\right)^{-\alpha }}{\text{ if }}x>m.}

## Karakterisztika

Fréchet-eloszlás, Valószínűség sűrűség függvény

Fréchet-eloszlás, Kumulatív eloszlás függvény

A standardizált momentum {\displaystyle \alpha } paraméterel
{\displaystyle \mu _{k}=\int _{0}^{\infty }x^{k}f(x)dx=\int _{0}^{\infty }t^{-{\frac {k}{\alpha }}}e^{-t}dt},
(ahol {\displaystyle t=x^{-\alpha }}) kizárólag {\displaystyle k<\alpha } esetre
{\displaystyle \mu _{k}=\Gamma \left(1-{\frac {k}{\alpha }}\right)}
ahol {\displaystyle \Gamma \left(z\right)} is the Gamma-függvény.
- {\displaystyle \alpha >1} -re a várható érték: {\displaystyle E[X]=\Gamma (1-{\tfrac {1}{\alpha }})}
- {\displaystyle \alpha >2}-re a szórás: {\displaystyle {\text{Var}}(X)=\Gamma (1-{\tfrac {2}{\alpha }})-{\big (}\Gamma (1-{\tfrac {1}{\alpha }}){\big )}^{2}}.

{\displaystyle q_{y}} kvantilis {\displaystyle y} függvényében az eloszlás inverzeként fejezhető ki:
{\displaystyle q_{y}=F^{-1}(y)=\left(-\log _{e}y\right)^{-{\frac {1}{\alpha }}}}.
A medián:
{\displaystyle q_{1/2}=(\log _{e}2)^{-{\frac {1}{\alpha }}}}.
Az eloszlás módusza:
{\displaystyle \left({\frac {\alpha }{\alpha +1}}\right)^{\frac {1}{\alpha }}}.
A 3 paraméteres Fréchetre, az első kvartilis:
{\displaystyle q_{1}=m+{\frac {s}{\sqrt[{\alpha }]{\log(4)}}}}
A harmadik kvartilis:
{\displaystyle q_{3}=m+{\frac {s}{\sqrt[{\alpha }]{\log({\frac {4}{3}})}}}}
A kvantilisek a középértékre és a móduszra:

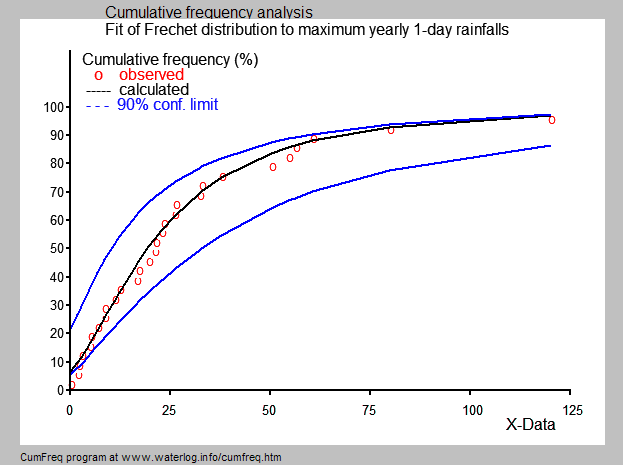
Fréchet eloszlás alkalmazása egynapi maximális csapadékra

{\displaystyle F(mean)=\exp \left(-\Gamma ^{-\alpha }\left(1-{\frac {1}{\alpha }}\right)\right)}
{\displaystyle F(mode)=\exp \left(-{\frac {\alpha +1}{\alpha }}\right)}

## Alkalmazások
A hidrológiában a Fréchet-eloszlást extrém események becslésére használják, mint például az évente egynapi maximális csapadék, vagy folyók áradása.
A kék színű kép egy Fréchet eloszlású alkalmazást mutat be az Ománban esedékes maximális egynapi esőzésre, 90% konfidenciaintervallum mellett, a binomiális eloszlásra alapozva.
Az esőzés adatai kumulatív frekvenciáit pontok pozíciói reprezentálják, melyek részei a kumulatívfrekvencia-analízisnek. Azonban a legtöbb hidrológiai alkalmazásban, az eloszlás az általánosított extrémérték-eloszláson keresztül működik, mivel ez elkerüli azt a feltételezést, hogy az eloszlásnak nincs felső határa (mint ahogy az a Fréchet-eloszlásban érvényes lenne az éves maximumra).

## Kapcsolódó eloszlások
- Ha {\displaystyle X\sim U(0,1)\,} (Állandó eloszlás) akkor {\displaystyle m+s(-\log(X))^{-1/\alpha }\sim {\textrm {Frechet}}(\alpha ,s,m)\,}
- Ha {\displaystyle X\sim {\textrm {Frechet}}(\alpha ,s,m)\,} akkor {\displaystyle kX+b\sim {\textrm {Frechet}}(\alpha ,ks,km+b)\,}
- Ha {\displaystyle X_{i}={\textrm {Frechet}}(\alpha ,s,m)\,} és {\displaystyle Y=\max\{\,X_{1},\ldots ,X_{n}\,\}\,} akkor {\displaystyle Y\sim {\textrm {Frechet}}(\alpha ,n^{\tfrac {1}{\alpha }}s,m)\,}
- A maximum stabilitási posztulátum egyenlet megoldása a Frechet eloszlás kumulatív eloszlásfüggvénye.
- Ha {\displaystyle X\sim {\textrm {Weibull}}(k=\alpha ,\lambda =m)\,} (Weibull-eloszlás) akkor {\displaystyle {\tfrac {m^{2}}{X}}\sim {\textrm {Frechet}}(\alpha ,s,m)\,}

## Tulajdonságok
- A Frechet eloszlás egy maximum stabil posztulátumnak felel meg
- Egy Frechet eloszlású negatív valószínűségi változó a minimum stabil posztulátumnak felel meg.[3]